# Ryszard Kaczmarek
Ryszard Jan Kaczmarek (ur. 23 czerwca 1959 w Mysłowicach) – polski historyk, profesor nauk humanistycznych, nauczyciel akademicki Wydziału Nauk Społecznych Uniwersytetu Śląskiego, badacz dziejów Górnego Śląska w XIX wieku i XX wieku, a w szczególności ziemi pszczyńskiej.

## Życiorys
Ukończył III Liceum Ogólnokształcące im. Bolesława Prusa w Sosnowcu. Studia magisterskie na kierunku historia (specjalizacja pedagogiczna) odbył w latach 1978–1982 na Wydziale Nauk Społecznych Uniwersytetu Śląskiego. W 1989 obronił napisaną pod kierunkiem Franciszka Serafina pracę doktorską pt. „Józef Biniszkiewicz. Biografia polityczna 1875–1940”, uzyskując w tym samym roku stopień doktora nauk humanistycznych. W 1999 po kolokwium habilitacyjnym na Wydziale Nauk Społecznych UŚ, uzyskał stopień doktora habilitowanego w dziedzinie historia – historia XX wieku. W 2003 mianowany na stanowisko profesora nadzwyczajnego Uniwersytetu Śląskiego. W 2008 uzyskał tytuł naukowy profesora (postanowienie Prezydenta RP z 30 czerwca 2008).
Od 1982 zatrudniony w Instytucie Historii UŚ kolejno jako: asystent, adiunkt, doktor habilitowany, profesor UŚ. W latach 1999–2000 kierownik Zakładu Metodologii i Dydaktyki Historii Uniwersytetu Śląskiego w Katowicach, od 2009 roku kierownik Zakłady Archiwistyki i Historii Śląska. W latach 1999–2002 zastępca dyrektora do spraw naukowych w Instytucie Historii UŚ, 2002–2005 prodziekan do spraw Naukowych Uniwersytetu Śląskiego. Od 1 września 2008 roku do 21 sierpnia 2012 roku dyrektor Instytutu Historii.
Stypendysta Fundacji Friedricha Eberta i Konferenz der Wissenschaftlichen Akademien. W 1991 odbył staż naukowy w Instytucie im. Herdera w Marburgu, w latach 1996–1997 staż naukowy w Institut für Osteuropäische Geschichte Uniwersytetu w Tybindze; w 2004 Fundacja Lanckorońskich – badania naukowe w Archiv der Republik in Wien. Koordynator współpracy w ramach programu Socrates/Erasmus z uniwersytetami w: Bonn (RFN) i Graz (Austria). Pobyt na licznych kwerendach archiwalnych i bibliotecznych oraz konferencjach naukowych w: Niemczech, Francji, Austrii, Słowacji i CSR.
W latach 1999–2001 kierował uczelnianym programem badawczym finansowanym przez KBN, pt.: Alzacja/Lotaryngia a Górny Śląsk – dwa regiony pogranicza w latach 1648–2001. W 2004 mianowany polskim koordynatorem polsko-niemiecko-czeskiego projektu trójjęzycznej syntezy Historii Górnego Śląska.
Stypendysta Fundacji Friedricha Eberta i Konferenz der Wissenschaftlichen Akademien. W 1991 staż naukowy w Johann Gorfried Herder Institut w Marburgu, w latach 1996–1997 staż naukowy w Institut fuer Osteuropaeische Geschichte Uniwersytetu w Tybindze; 2004 Fundacja Lanckorońskich – badania naukowe w Archiv der Republik in Wien. Koordynator współpracy w ramach programu Socrates/Erasmus z uniwersytetami w: Bonn (RFN) i Graz (Austria). Pobyt na licznych kwerendach archiwalnych i bibliotecznych oraz konferencjach naukowych w: Niemczech, Francji, Austrii, Słowacji i CSR.
W latach 1999–2001 kierował programem badawczym finansowanym przez KBN, pt.: „Alzacja/Lotaryngia a Górny Śląsk – dwa regiony pogranicza w latach 1648–2001. Został kierownikiem grantu KBN (2004–2006) pt. „II wojna światowa na Górnym Śląsku”.
Przewodniczący kapituły Nagrody im. ks. Augustina Weltzla „Górnośląski Tacyt”.
W 2015 jego książka pt. Polacy w armii kajzera została nominowana do Nagrody Literackiej i Historycznej Identitas.
Mieszka w Tychach.

## Publikacje

### Wybrane publikacje
Prace zwarte
- Kaczmarek R.: Józef Biniszkiewicz (1875–1940). Biografia polityczna. Katowice 1994, ss. 135, ISBN 83-226-0538-2
- Kiedy wojna była codziennością – Bieruń Stary 1939–1945, Bieruń 1995.
- Kaczmarek R.: Pod rządami gauleiterów. Elity i instancje władzy w rejencji katowickiej w latach 1939–1945. Katowice 1998, ss. 250, ISBN 83-226-0821-7
- Kaczmarek R., Kucharski M., Cybula A.: Alzacja/Lotaryngia a Górny Śląsk. Dwa regiony pogranicza 1648–2001. Katowice 2001, ss.365, ISBN 83-914309-2-8
- Greiner P., Kaczmarek R., Leksykon mniejszości w województwie śląskim w latach 1922–1939. Zarys dziejów, organizacje, działacze. Katowice 2002, ss.208, ISBN 83-7164-360-8.
- Kaczmarek R., Górny Śląsk podczas II wojny światowej. Między utopią „niemieckiej wspólnoty narodowej” a rzeczywistością okupacji na terenach wcielonych do Trzeciej Rzeszy. Katowice 2006, ISSN 0208-6336, ISBN 83-226-1573-6, ss. 501.
- Kaczmarek R., Polacy w Wehrmachcie, Kraków 2010, ISBN 978-83-08-04494-0, ss. 689
- Bahlcke J., Gawrecki D., Kaczmarek R. (red.), Historia Górnego Śląska. Gliwice 2011. ISBN 978-83-60470-41-1

Publikacje o zasięgu międzynarodowym
- Kaczmarek R.: Das Ende des Zweiten Weltkrieges in Oberschlesien, „Deutsche Studien” 1995, nr 126/127, s. 189–201, ISSN 0012-0812
- Greiner P., Kaczmarek R.: Vereinsaktivitaeten der Deutschen in Polnisch-Oberschlesien 1922–1939, „Zeitschrift fuer Ostmitteleuropa-Forschung” 1996, H.2, s.221–235; ISSN 0948-8294
- Kaczmarek R.: Die Darstellung der letzten Kriegsmonate sowie Flucht und Vertreibung aus Oberschlesien in der polnischen und der deutschen Historiographie, [w:] 50 Jahre Flucht und Vertreibung. Gemeinsamkeiten und Unterschiede bei der Aufnahme und Integration der Vertriebenen in die gesellschaften der Westzonen/Bundesrepublik und der SBZ/DDR, Red. M. Wille. Magdeburg 1997, s.114–123, ISBN 3-910173-83-7
- Kaczmarek R.: Die deutsche wirtschaftliche Penetration in Polen (Oberschlesien) [w:] Die „Neuordnung” Europas: NS-Wirtschaftspolitik in den besetzten Gebieten, Red. R.J. Overy, G. Otto, J. H. Ten Cate. Berlin 1997, s.257–273, ISBN 3-926893-46-X
- Kaczmarek R., „Bohaterowie“ ruchu nazistowskiego i komunistycznego w tradycji regionu, [w:] Górny Śląsk wyobrażony: wokół mitów, symboli i bohaterów dyskursów narodowych/ Imaginiertes Oberschlesien: Mythen, Symbole und Helden in den nationalen Diskursen, Tagungen zur Ostmitteleuropa-Forschung 23, hg. J. Haubold-Stolle, B. Linek, Opole – Marburg 2005, s.248–267, ISBN 3-87969-333-1;
- Kaczmarek R.: Zwischen Regionalismus, Autonomismus und Separatismus. Das Elsass und Oberschlesien, 1871 bis 1945, [w:] Wiedergewonnene Geschichte. Zur Aneignung von Vergangenheit in den Zwischenräumen Mitteleuropas, Hrsg. v. Peter Oliver Loew, Christian Pletzing und Thomas Serrier. Wiesbaden: Harrassowitz 2006 [Veröffentlichungen des Deutschen Polen-Instituts, Bd. 22], S. 164–186.

Artykuły recenzowane
- Kaczmarek R.: Pomiędzy pragmatyzmem a ideologią. Górny Śląsk w oczach administracji niemieckiej podczas II wojny światowej, „Przegląd Zachodni” 1992, nr 2, s.103–119, ISSN 0033-2437
- Greiner P., Kaczmarek R.: Leksykon organizacji niemieckich działających w województwie śląskim w latach 1922–1939 (projekt badawczy). „Inter Finitimos” 1992, nr 2, s.7–9.
- P. Greiner, R. Kaczmarek, Niemcy na Górnym Śląsku w XIX i XX wieku, [w:] Górny Śląsk na moście Europy, red. M.M. Szczepański, Katowice 1994, s. 45–53, ISBN 83-86023-22-8
- Kaczmarek R.: Separatyzm górnośląskiej organizacji PPS w latach 1922–1928 (refleksje i uwagi polemiczne), [w:] Rola i miejsce Górnego Śląska w Drugiej Rzeczypospolitej, red. M.W. Wanatowicz. Bytom-Katowice 1995, s.329–335, ISBN 83-85039-14-7
- Kaczmarek R.: Ostatnie akordy wojny na Górnym Śląsku (rejencja katowicka w latach 1944–1945). „Rocznik Koszaliński” 1995, nr 25, s.115–129.
- Kaczmarek R.: Udział książąt pszczyńskich w życiu politycznym Prus i II Rzeszy Niemieckiej, [w:] Szlachta i ziemiaństwo polskie oraz niemieckie w Prusach i Niemczech w XVIII–XX w. Red. W. Stępiński. Szczecin 1996, s. 179–199, ISBN 83-86992-02-6
- Greiner P. Kaczmarek R.: Mniejszości narodowe, [w:] Województwo śląskie (1922–1939), red. F. Serafin. Katowice 1996, s.178–196, ISBN 83-226-0660-5
- Kaczmarek R.: Górnoślązacy w administracji niemieckiej rejencji katowickiej. [w:] Górny Śląsk i Górnoślązacy w II wojnie światowej. Red. W. Wrzesiński. Bytom 1997, s.51–65, ISBN 83-905071-9-6
- Kaczmarek R.: Nazistowskie elity władzy na Górnym Śląsku 1939–1945. „Studia nad Faszyzmem i Zbrodniami Hitlerowskimi”, t.23. Red. K. Jonca. Wrocław 2000, s.165–198.
- Kaczmarek R.: Wojewoda śląski Michał Grażyński w oczach polityków niemieckich. [w:] Michał Grażyński. Wojewoda na pograniczu. Red. K. Nowak. Cieszyn 2000, s.104–119, ISBN 83-88204-05-X
- Kaczmarek R., Inteligencja niemiecka na Górnym Śląsku w latach 1939–1945. Losy inteligencji śląskiej w latach 1939–1945, red. Z. Kapała, Bytom 2001, s.44–61, ISBN 83-88880-25-X.
- Kaczmarek R., Niemiecka polityka narodowościowa na ziemiach wcielonych do Trzeciej Rzeszy [w:] Wieki Stare i Nowe, t. II, red. I. Panic, M.W. Wanatowicz, Katowice 2001
- R. Kaczmarek, Górny Śląsk i Alzacja (1918–1945). Problemy narodowościowe w dwóch regionach pogranicza, [w:] Dwa pogranicza Galicja Wschodnia i Górny Śląsk. Historia – Problemy – Odniesienia, red. Z. Budzyński, J. Kamińska-Kwak, Rzeszów 2003, s.41–62, ISBN 83-7338-087-6
- R. Kaczmarek, Józef Biniszkiewicz – niepodległościowy socjalista, [w:] Śląsk w myśli politycznej i działalności Polaków i Niemców w XX wieku, (cz. 2), red. D. Kisielewicz, L. Rubisz, Opole 2004, s. 23–35, ISBN 83-7395-041-9
- R. Kaczmarek, Górnoślązacy i górnośląscy gauleiterzy, „Biuletyn IPN“, nr 6–7, czerwiec-lipiec 2004, s.46–52.
- R. Kaczmarek, Niemiecki Konsulat Generalny w Katowicach, [w:] Konsulaty na pograniczu polsko-niemieckim i polsko-czechosłowackim w latach 1918–1939, red. R. Kaczmarek, M. Masnyk, Katowice 2004, s. 90–118, ISBN 83-226-1334-2
- R. Kaczmarek, Przejęcie władzy przez Hitlera w 1933 roku – spór historiograficzny, [w:] Rozwój Śląska wczoraj-dziś-jutro. Publikacja pokonferencyjna, Wyd. Dom Współpracy Polsko-Niemieckiej, Opole 2004, s. 43–62, ISBN 83-917362-9-6
- R. Kaczmarek, Życie codzienne na Górnym Śląsku podczas drugiej wojny światowej w świetle zarządzeń władz niemieckich, [w:] Śląska codzienność po drugiej wojnie światowej, red. Zygmunt Woźniczka, Katowice 2006, s.37–53, ISBN 83-226-1513-2
- R. Kaczmarek, Koniec II wojny światowej na Górnym Śląsku w świetle meldunków Grupy Armii Środek, [w:] Zakończenie wojny na Górnym Śląsku, red. Zygmunt Woźniczka, Katowice 2006, s. 83–94, ISBN 83-87455-89-X

Ważniejsze prace o charakterze popularnonaukowym
- Kaczmarek R.: Czy zawsze przeciw Polsce? Górnośląscy przywódcy mniejszości niemieckiej – Otto Ulitz i Rudolf Wiesner. „Kalendarz na rok 1996 Nasza Ziemia”. Katowice 1996, s. 157–161
- 17 biogramów w Słowniku Biograficznym Ziemi Pszczyńskiej. Red. A. Lysko. Pszczyna 1995, ISBN 83-903008-0-X
- Być Ślązakiem, rozmowy Biuletynu IPN z A. Dziurokiem, ks. J. Myszorem, R. Kaczmarkiem, „Biuletyn IPN” nr 6–7, czerwiec-lipiec 2004, s.4–34
- R. Kaczmarek: Działania wojenne w Pszczynie i Katowicach we wrześniu 1939 roku/ Kriegsereignisse In pless uns Kattowitz im September 1939, [w:] „Pszczyńskie Pogaduszki/Plesser Plaudereien. Czasopismo Stowarzyszenia Przyjaciele Dialogu w Muzeum Zabytkowym w Pszczynie/Zeitschrift der Gesellschaft Frunde des Dialogs im Schlossmuseum von Pless”, 1 Rocznik/1. Jahrgang 2005, Pszczyna 2005, s.58–65, ISBN 83-920435-6-1[5].